# Llanfairpwllgwyngyllgogerychwyrndrobwllllantysiliogogogoch

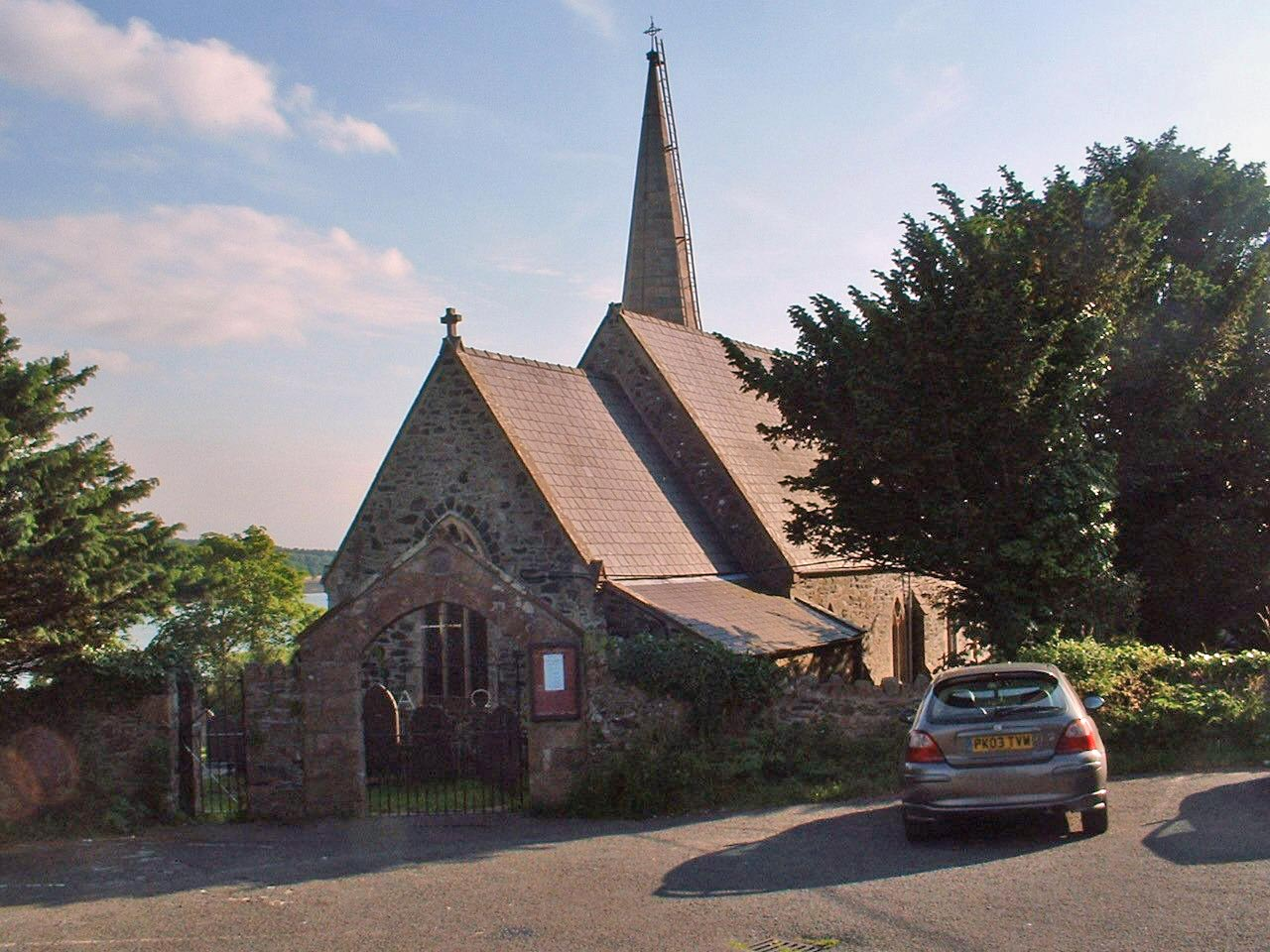
Llanfair, alltså den kyrka som omnämns i byns namn

Llanfairpwllgwyngyllgogerychwyrndrobwllllantysiliogogogoch ( uttal (fil)) är en ort på ön Anglesey, i kommunen Isle of Anglesey vid Wales nordvästra kust. Befolkningen uppgick till 3 040 invånare vid folkräkningen 2001, på en yta av 0,76 kvadratkilometer. Platsen där byn ligger har varit bebyggd sedan neolitikum. Dess namn är det längsta i Wales, och det tredje längsta i världen. Vanliga kortformer är Llanfair Pwll (kymriska) eller Llanfair PG (engelska). Den statistiska byrån i Storbritannien, National Statistics, använder namnformen Llanfairpwllgwyngyll.
Byns namn innehåller 58 bokstäver, vilket gör det till det längsta ortsnamnet i Europa. Namnet är en sammanslagning av två ortnamn, som så brukligt är på järnvägsstationer i Storbritannien. Samhället fick dock sitt långa namn redan på 1860-talet för att locka turister. Namnet hittades på av en skomakare från Menai Bridge. Tidigare hette byn Llanfair Pwllgwyngyll, vilket betyder "Den Heliga Marias kyrka i den vita hasselns dal".

## Översättning av namnet
Namnet lyder på svenska ”Den Heliga Marias kyrka i den vita hasselns dal nära den strida vattenvirveln vid helgonet Tysilio av den röda grottans kyrka".
| Kymriska           | Svenska                                        |
| ------------------ | ---------------------------------------------- |
| llan               | kyrka                                          |
| fair               | Maria                                          |
| pwll               | dal/ sänka                                     |
| gwyn               | vit                                            |
| gyll (cyll/collen) | hassel                                         |
| goger (go-gér)     | nära/vid                                       |
| y                  | den                                            |
| chwyrn             | strida                                         |
| drobwll (trobwl)   | vattenvirveln                                  |
| llan               | kyrka                                          |
| Tysilio            | egennamn på biskop, prins och helgon "Tysilio" |
| (a)g               | av                                             |
| ogo(ogof)          | grotta                                         |
| goch (coch)        | röd                                            |